# The Missing Link (Rage)
The Missing Link è il settimo album del gruppo musicale power metal tedesco Rage, pubblicato nel 1993 dalla Noise Records.

## Edizioni
Esistono 2 edizioni diverse di The Missing Link: l'edizione standard e quella rimasterizzata del 2002 con 5 tracce in più e una copertina diversa.

## Tracce
1. Firestorm - 4:56 (M Schmidt, P Wagner)
2. Nevermore - 4:28 (P Wagner)
3. Refuge - 3:38 (P Wagner)
4. The Pit and the Pendulum - 4:18 (C Efthimiadis, P Wagner)
5. From the Underworld - 3:10 (M Schmidt, P Wagner)
6. Certain Days - 5:46 (P Wagner)
7. Who Dares? - 4:29 (C Efthimiadis, P Wagner)
8. Wake Me When I'm Dead - 5:22 (P Wagner)
9. Lost in the Ice - 9:50 (P Wagner)
10. Her Diary's Black Pages - 3:34 (P Wagner)
11. The Missing Link - 4:24 (C Efthimiadis, M Schmidt, P Wagner)
12. Raw Caress - 5:26 (P Wagner)

Remastered Bonus Tracks
1. Another Kind of Madness - 5:11 (P Wagner)
2. Truth Hits Everybody - 2:26
3. I Can't Controll Myself - 2:48
4. Beyond the Pale - 6:34
5. Paranoid (demo version) - 2:40

## Formazione
- Peter Wagner - voce, basso
- Manni Schmidt - chitarra
- Chris Efthimiadis - batteria